# Echinisis eltanin
Echinisis eltanin is een zachte koraalsoort uit de familie Isididae. De koraalsoort komt uit het geslacht Echinisis. Echinisis eltanin werd in 1987 voor het eerst wetenschappelijk beschreven door Bayer & Stefani. 